# Hospital Nossa Senhora da Paz (Cubal, Angola)

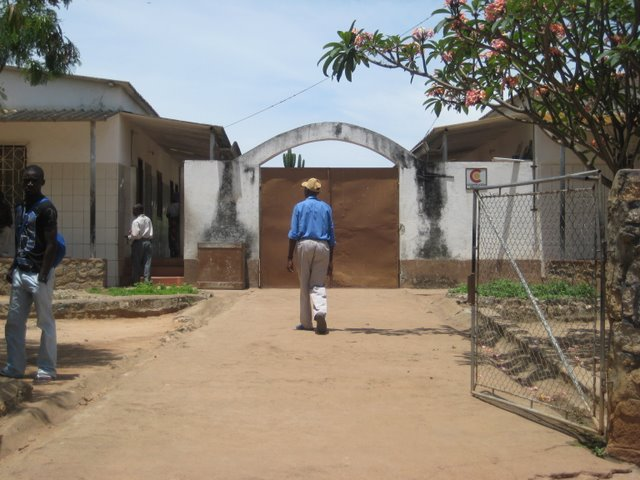
Hospital Nossa Senhora da Paz

El Hospital Nossa Senhora da Paz de Cubal es un hospital privado sin ánimo de lucro situado en la misión católica de Tchambungo. Dispone de hospitalización, consultas externas, bloque operatorio y farmacia. El Hospital sigue las orientaciones del Ministerio de Salud (MINSA) y colabora en los programas y campañas por él organizadas compartiendo la responsabilidad colectiva para garantizar el derecho a la salud.
Se ocupa principalmente de patología maternoinfantil y enfermedades infecciosas.

## Localización geográfica
El Hospital Diocesano Nuestra Señora de la Paz se encuentra localizado en la misión católica en el área del Tchambungo a las afueras del municipio de Cubal, provincia de Benguela, Angola.

## Historia del Hospital
El actual Hospital comenzó a funcionar como continuación del dispensario que existía previamente. En 1995 se inician las obras. El proyecto de construcción del Hospital fue financiado por la Cooperación española siendo intermediaria Manos Unidas. La primera parte fue inaugurada el 4 de diciembre de 1997.

## Secciones y Servicios del Hospital
Existen diferentes secciones y servicios en el Hospital. El hospital tiene 160 camas divididas en pediatría, maternidad y adultos. El servicio de urgencias funciona 24 horas. La capacidad del centro antituberculoso y de enfermedades infecciosas es de 500 camas. La política actual es la de no internar salvo a los graves, desnutridos y a aquellos enfermos que viven lejos y no podrían venir todos los días a recibir el tratamiento.